# Metodo Bournonville
Il Metodo Bournonville è una tecnica di Balletto e un sistema di allenamento ideato dal maestro di Balletto Danese August Bournonville.

## Introduzione
August Bournonville fu preparato da suo padre Antoine Bournonville e altri importanti maestri di balletto francese. Fu fortemente influenzato dalla prima scuola di danza francese, che conservò nel suo insegnamento e coreografia, quando i metodi tradizionali francesi cominciarono a scomparire dal balletto europeo. Quello che oggi viene considerato lo "Stile di Bournonville" è essenzialmente la tecnica non filtrata del XIX secolo della scuola di danza classica francese.
La tecnica presenta un uso molto semplice delle braccia, di solito mantenendole in posizione preparatoria. Uso perpetuo di semplici epaulements diagonali. Il vocabolario per gli uomini è essenzialmente forme varie di ritmi. Le Pirouette vengono prese con un basso livello di sviluppo in seconde, poi da seconde, per giri esterni, e con uno sviluppo basso in quarta per i giri interni. Sono comuni anche l'uso drammatico delle bras en bas in quinta posizione (posizione preparatoria) per i movimenti iniziali e finali. Lo stile ha molte pose riconoscibili come pointe derriere un braccio in quinta, l'altro a la taille (in vita), con un tocco di epaulement (movimento delle spalle).

## Caratteristiche
- Il principio guida del metodo di Bournonville è che il ballerino deve esibirsi con grazia naturale, impatto drammatico e armonia tra corpo e musica[3]
- Elegante rotazione delle spalle (epaulement), con la parte superiore del corpo di solito in torsione verso il piede di lavoro, per attirare l'attenzione e sottolineare il movimento.[3][4]
- Linea degli occhi abbassata, per dare l'impressione di gentilezza, non sollevata con espressione di essere orgogliosi.[4]
- Gli occhi seguono naturalmente la gamba in movimento.[4]
- Grande attenzione è dedicata alla forma e al posizionamento delle braccia. Le braccia sono tenute davanti al corpo in tutte le posizioni, in modo da essere anatomicamente corrette.[4][5]
- I piedi sono bassi nella posizione cou de pied, con la punta del piede di lavoro dietro la caviglia della gamba in piedi.[4]
- Le piroette vengono eseguite con una posizione bassa della gamba, conseguenza delle lunghe gonne indossate dalle donne durante il suo tempo.[4]
- Il metodo di Bournonville è noto per lo sviluppo del rapido gioco di piedi, come richiesto dalle coreografie di Bournonville
- Non ci dovrebbero essere sforzi visibili. Anche i passaggi più grandi e più drammatici dovrebbero essere eseguiti in modo sobrio.[3][4]
- Ci dovrebbe essere un contrasto visibile tra la velocità delle gambe e la grazia delle braccia e del busto. Le gambe sono il ritmo, le braccia sono la melodia[5]

## Studenti degni di nota
Quello che segue è un elenco di ballerini famosi che hanno ricevuto la loro formazione con il metodo Bournonville:
- Erik Bruhn
- Nikolaj Hübbe
- Johan Kobborg